# Komenda Rejonu Uzupełnień Ostrowiec

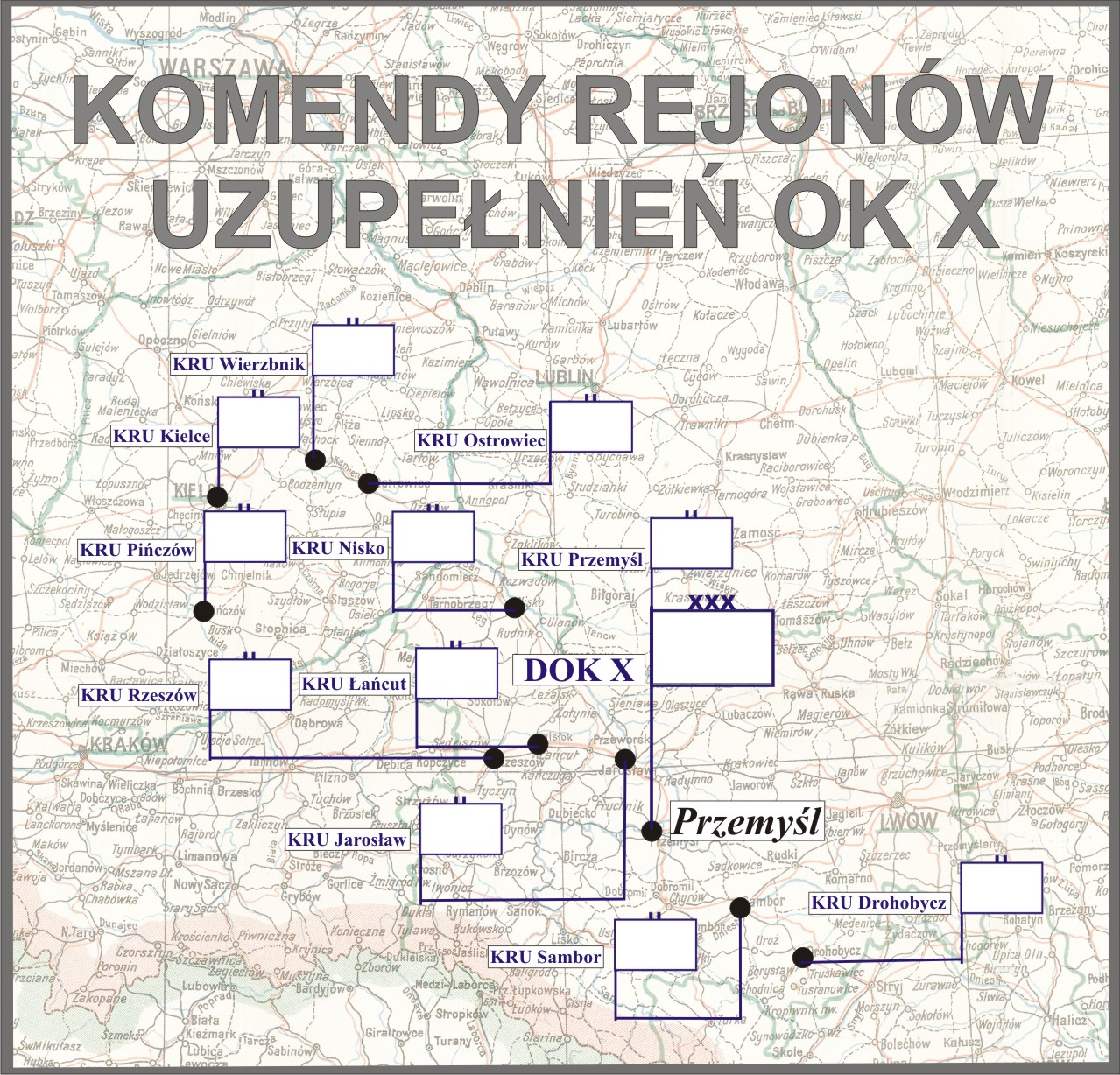
Komendy rejonów uzupełnień OK X

Komenda Rejonu Uzupełnień Ostrowiec (KRU Ostrowiec) – organ wojskowy właściwy w sprawach uzupełnień Sił Zbrojnych II Rzeczypospolitej i administracji rezerw w powierzonym mu rejonie.

## Historia komendy
We wrześniu 1919 roku, na podstawie rozkazu Ministerstwa Spraw Wojskowych z 7 lipca 1919 roku, w Okręgu Generalnym „Kielce” przeprowadzono reorganizację służby poborowej polegającą na likwidacji Okręgowej Komendy Uzupełnień w Kielcach oraz utworzeniu ośmiu pułkowych komend uzupełnień w miejsce dotychczasowych czterech. Jedną z nowo powstałych komend była Powiatowa Komenda Uzupełnień 24 pp w Opatowie, która obejmowała swoją właściwością powiaty: opatowski i sandomierski, wyłączone z dotychczasowej PKU Radom. W sierpniu 1920 roku PKU 24 pp została przeniesiona z Opatowa do Ostrowca. Od tego czasu nazwa jednostki brzmiała „PKU 24 pp Opatów w Ostrowcu”.
Z dniem 15 listopada 1921 roku, po wprowadzeniu podziału kraju na dziesięć okręgów korpusów oraz wprowadzeniu pokojowej organizacji służby poborowej, PKU 24 pp została przemianowana na Powiatową Komendę Uzupełnień Ostrowiec i podporządkowana Dowództwu Okręgu Korpusu Nr X w Przemyślu. Okręg poborowy PKU Ostrowiec nie uległ zmianie i nadal obejmował powiaty: opatowski i sandomierski. W siedzibie każdego powiatu miał rezydować oficer ewidencyjny. W 1923 roku stanowiska te nie były obsadzone.
18 listopada 1924 roku weszła w życie ustawa z dnia 23 maja 1924 roku o powszechnym obowiązku służby wojskowej, a 15 kwietnia 1925 roku rozporządzenie wykonawcze ministra spraw wojskowych do tejże ustawy, wydane 21 marca tego roku wspólnie z ministrami: spraw wewnętrznych, zagranicznych, sprawiedliwości, skarbu, kolei, wyznań religijnych i oświecenia publicznego, rolnictwa i dóbr państwowych oraz przemysłu i handlu. Wydanie obu aktów prawnych wiązało się z przejęciem przez władze cywilne (administracji I instancji) większości zadań związanych z przygotowaniem i przeprowadzeniem poboru. Przekazanie większości zadań władzom cywilnym umożliwiło organom służby poborowej zajęcie się wyłącznie racjonalnym rozdziałem rekruta oraz ewidencją i administracją rezerw. Do tych zadań dostosowana została organizacja wewnętrzna powiatowych komend uzupełnień i ich składy osobowe. Poszczególne komendy różniły się między sobą składem osobowym w zależności od wielkości administrowanego terenu.
Zadania i nowa organizacja PKU określone zostały w wydanej 27 maja 1925 roku instrukcji organizacyjnej służby poborowej na stopie pokojowej. W skład PKU Ostrowiec wchodziły dwa referaty: I) referat administracji rezerw i II) referat poborowy. Nowa organizacja i obsada służby poborowej na stopie pokojowej według stanów osobowych L. O. I. Szt. Gen. 3477/Org. 25 została ogłoszona 4 lutego 1926 roku. Z tą chwilą zniesione zostały stanowiska oficerów ewidencyjnych.
12 marca 1926 roku została ogłoszona obsada personalna Przysposobienia Wojskowego, zatwierdzona rozkazem Dep. I L. 6000/26 przez pełniącego obowiązki szefa Sztabu Generalnego gen. dyw. Edmunda Kesslera, w imieniu ministra spraw wojskowych. Zgodnie z nową organizacją pokojową Przysposobienia Wojskowego zostały zlikwidowane stanowiska oficerów instrukcyjnych przy PKU, a w ich miejsce utworzone rozkazem Oddz. I Szt. Gen. L. 7600/Org. 25 stanowiska oficerów przysposobienia wojskowego w pułkach piechoty.
Od 1926 roku, obok ustawy o powszechnym obowiązku służby wojskowej i rozporządzeń wykonawczych do niej, działalność PKU Ostrowiec normowała „Tymczasowa instrukcja służbowa dla PKU”, wprowadzona do użytku rozkazem MSWojsk. Dep. Piech. L. 100/26 Pob.
W marcu 1930 roku PKU Ostrowiec nadal podlegała DOK X i administrowała powiatami: opatowskim i sandomierskim. W grudniu tego roku PKU Ostrowiec posiadała skład osobowy typu I.
11 listopada 1931 roku ogłoszono nadanie Krzyża Niepodległości st. sierż. Władysławowi Duli z PKU Ostrowiec.
1 lipca 1938 roku weszła w życie nowa organizacja służby uzupełnień, zgodnie z którą dotychczasowa PKU Ostrowiec została przemianowana na Komendę Rejonu Uzupełnień Ostrowiec przy czym nazwa ta zaczęła obowiązywać 1 września 1938 roku, z chwilą wejścia w życie ustawy z dnia 9 kwietnia 1938 roku o powszechnym obowiązku wojskowym. Obok wspomnianej ustawy i rozporządzeń wykonawczych do niej, działalność KRU Ostrowiec normowały przepisy służbowe MSWojsk. D.D.O. L. 500/Org. Tjn. Organizacja służby uzupełnień na stopie pokojowej z 13 czerwca 1938 roku. Zgodnie z tymi przepisami komenda rejonu uzupełnień była organem wykonawczym służby uzupełnień .
Komendant rejonu uzupełnień w sprawach dotyczących uzupełnień Sił Zbrojnych i administracji rezerw podlegał bezpośrednio dowódcy Okręgu Korpusu Nr X, który był okręgowym organem kierowniczym służby uzupełnień. Rejon uzupełnień nie uległ zmianie i nadal obejmował powiaty: opatowski i sandomierski.

## Obsada personalna
Poniżej przedstawiono wykaz oficerów zajmujących stanowisko komendanta Powiatowej Komendy Uzupełnień i komendanta rejonu uzupełnień oraz wykaz osób funkcyjnych (oficerów i urzędników wojskowych) pełniących służbę w PKU i KRU Ostrowiec, z uwzględnieniem najważniejszych zmian organizacyjnych przeprowadzonych w 1926 i 1938 roku.
Komendanci
- ppłk Stanisław Nowakowski (do 12 IX 1919 → komendant PKU 26 pp[25][26])
- ppłk Dominik Tarasiewicz (12 IX 1919[27] – 12 XII 1920[28])
- płk Antoni Towiański (p.o. do 1 XII 1920 → dyspozycja Sekcji Poboru i Uzupełnień Oddziału I Sztabu MSWojsk[29].)
- mjr Feliks Dobrowolski (od 12 XII 1920[30])
- płk Jan Nowakowski (do 16 VI 1921 → komendant PKU Szamotuły[31])
- ppłk Wacław Wałda (16 VI 1921[31] – 1 IX 1922 → komendant PKU Miechów[32])
- ppłk piech. Antoni Kamiński (1 IX 1922[32] – 1 VII 1923 → komendant PKU Toruń[33])
- mjr piech. Gustaw Płaskowicki (1 VII 1923[33] – do II 1924 → dowódca baonu sztabowego 57 pp[34])
- ppłk piech. Eugeniusz Skulski (II 1924[34] – II 1927 → stan spoczynku z dniem 30 IV 1927[35])
- mjr piech. Edward Pieczonka (od II 1927[36])
- ppłk piech. Konrad Witold Sieciński[b] (XI 1927[45] – 20 III 1928[46] → dyspozycja dowódcy OK X)
- ppłk piech. Ludwik Okniński (VII 1928[47] – IX 1930[48] → komendant PKU Wieluń)
- mjr piech. mgr Józef Bronisław Hendrich[c] (od IX 1930[48], był w VI 1935 → stan spoczynku z dniem 31 III 1939[51])
- mjr piech. Stanisław Michał Tondos (1939[52])

Obsada pozostałych stanowisk funkcyjnych PKU w latach 1921–1925
- I referent – kpt. piech. Eustachy Ewaryst Kenig (1923 – 1924)
- II referent
  - urzędnik wojsk. XI rangi / kpt. kanc. Kazimierz Piziak (do X 1924 → I referent PKU Piotrków[54])
  - por. kanc. Stanisław Maciaszek (XII 1924[55] – II 1926 → referent)
- oficer instrukcyjny – por. piech. Ludwik Maria Emanuel Szul (V[56] – 15 VIII 1923[57] → odkomenderowany do Szkoły Pilotów w Bydgoszczy, w charakterze ucznia)
- oficer ewidencyjny Opatów – urzędnik wojsk. XI rangi / por. kanc. Józef Głogowski
- oficer ewidencyjny Sandomierz
  - urzędnik wojsk. XI rangi Jan Jursa (do 1 XII 1922[58] → OE Jasło PKU Jasło w Sanoku)
  - urzędnik wojsk. XI rangi / por. kanc. Stanisław Maciaszek (1 VI 1923[59] – XII 1924 → II referent)
  - por. piech. Jan I Zych (II 1925[60] – II 1926[61] → 28 pp)

Obsada pozostałych stanowisk funkcyjnych PKU w latach 1926–1938
- p.o. kierownika I referatu administracji rezerw i zastępca komendanta
  - kpt. san. / kanc. Konstanty Łotocki (II 1926 – 1 XI 1932[65] → praktyka u płatnika 25 puł)
  - kpt. piech. Andrzej Sitek (1932[66] – VI 1938 → kierownik I referatu KRU)
- kierownik II referatu poborowego
  - kpt. piech. Eustachy Ewaryst Kenig (od II 1926)
  - kpt. piech. Walenty Jaworski (IX 1930[67] – †21 VI 1933[68])
  - kpt. piech. Piotra Pawła Popławskiego[d] (I – III 1934 → dyspozycja dowódcy OK X)
  - kpt. piech. Marek Hajdasz (1 I 1935[74] – VI 1938 → kierownik II referatu KRU)
- referent
  - por. kanc. Stanisław Maciaszek (II 1926 – VIII 1929[75] → dyspozycja dowódcy OK X)
  - kpt. piech. Walenty Jaworski (I[76] – IX 1930 → kierownik II referatu)

Obsada pozostałych stanowisk funkcyjnych KRU w latach 1938–1939
- kierownik I referatu ewidencji – kpt. adm. (piech.) Andrzej Sitek
- kierownik II referatu uzupełnień – kpt. adm. (piech.) Marek Hajdasz[f] †26 VII 1944[81]